# Élections législatives de 1951 au Niger
Les élections législatives françaises de 1951 se tiennent le 17 juin. Ce sont les deuxièmes élections législatives de la Quatrième République.

## Mode de scrutin
Le mode d'élection choisit pour ce département est la représentation proportionnelle plurinominale suivant la méthode du plus fort reste.
Dans le territoire du Niger, deux députés sont à élire.

## Élus
| Député sortant         | Parti | Parti    | Député élu ou réélu    | Parti | Parti     |
| ---------------------- | ----- | -------- | ---------------------- | ----- | --------- |
| Georges Mahaman Condat |       | UNIS-IOM | Georges Mahaman Condat |       | UNIS-UDSR |
| Hamani Diori           |       | PPN-RDA  | Ikhia Zodi             |       | UNIS-UDSR |

## Résultats

### Résultats à l'échelle du département
| Parti    | Parti              | Candidat               | Résultats | Résultats | Sièges | Sièges |
| Parti    | Parti              | Candidat               | Voix      | %         |        |        |
| -------- | ------------------ | ---------------------- | --------- | --------- | ------ | ------ |
|          | UNIS               | Georges Mahaman Condat | 46 680    | 83,60     | 2      |        |
|          | PPN-RDA            | Hamani Diori           | 7 955     | 14,25     | 0      |        |
|          | Liste indépendante | Francis Borrey         | 1 332     | 2,39      | 0      |        |
|          | Liste de combat    | Aboubakar Amadou       | 0         | 0,00      | 0      |        |
|          |                    |                        |           |           |        |        |
| Inscrits | Inscrits           | Inscrits               | 94 986    | 100,00    | 2      |        |
| Votants  | Votants            | Votants                | 56 594    | 59,58     |        |        |
| Exprimés | Exprimés           | Exprimés               | 55 839    | 98,67     |        |        |